# Municipio de Gulbene
El municipio de Gulbenes (en Letón: Gulbenes novads) es uno de los 36 municipios de Letonia, se encuentra localizado en el noreste de dicho país báltico. Fue creado durante el año 2009 después de una reorganización territorial. La capital es la villa de Gulbene.

## Subdivisiones
- Beļavas pagasts (zona rural)
- Daukstu pagasts (zona rural)
- Druvienas pagasts (zona rural)
- Galgauskas pagasts (zona rural)
- Gulbene (villa)
- Jaungulbenes pagasts (zona rural)
- Lejasciema pagasts (zona rural)
- Litenes pagasts (zona rural)
- Lizuma pagasts (zona rural)
- Līgo pagasts (zona rural)
- Rankas pagasts (zona rural)
- Stāmerienas pagasts (zona rural)
- Stradu pagasts (zona rural)
- Tirzas pagasts (zona rural)

## Población y territorio
Su población se encuentra compuesta por un total de 25.546 personas (2009). La superficie de este municipio abarca una extensión de territorio de unos 1.876,1 kilómetros cuadrados. La densidad poblacional es de 13,62 habitantes por cada kilómetro cuadrado.